# Dictionnaire de caractères de Kangxi

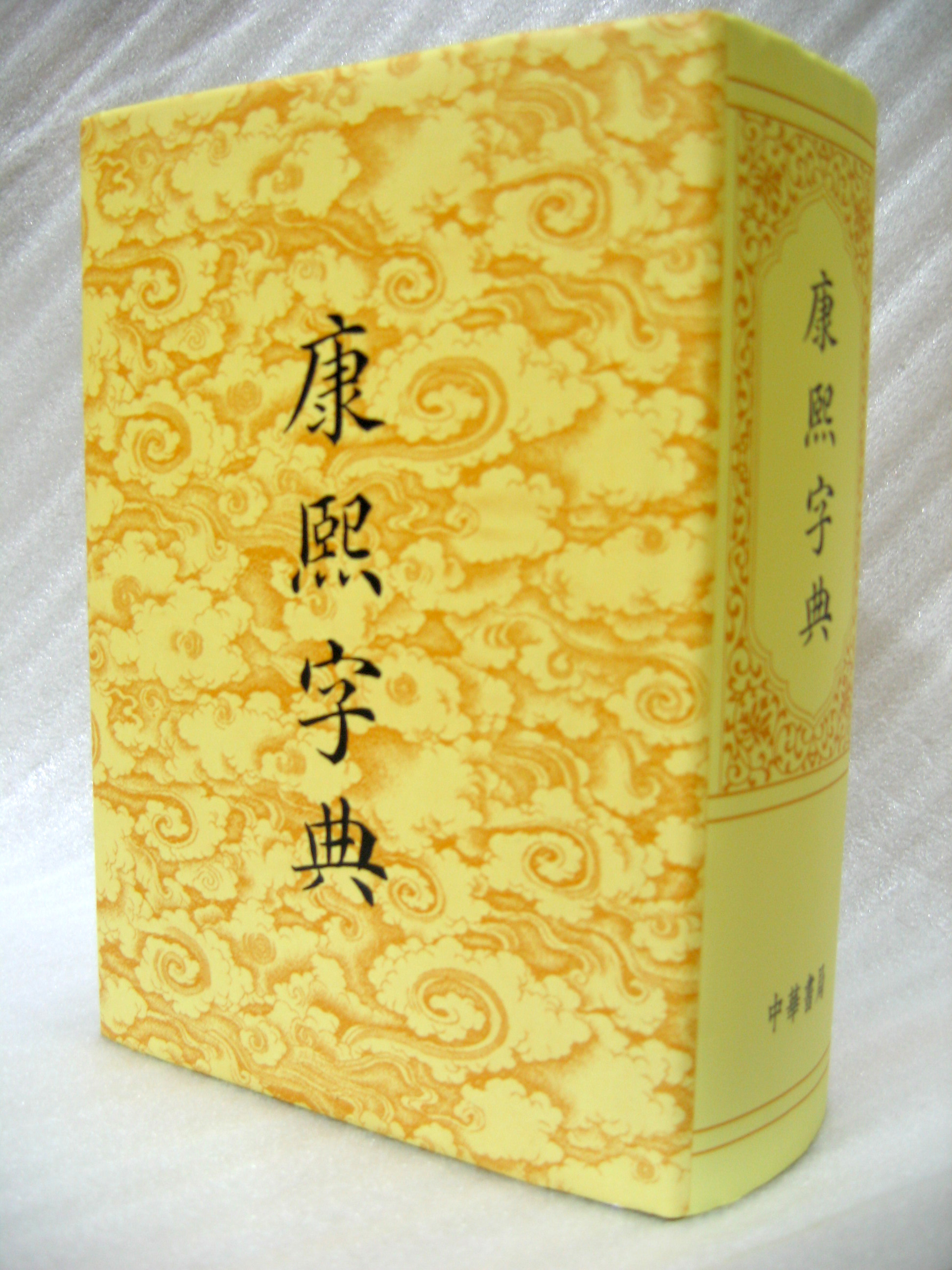
Dictionnaire de caractères de Kangxi : 2005.

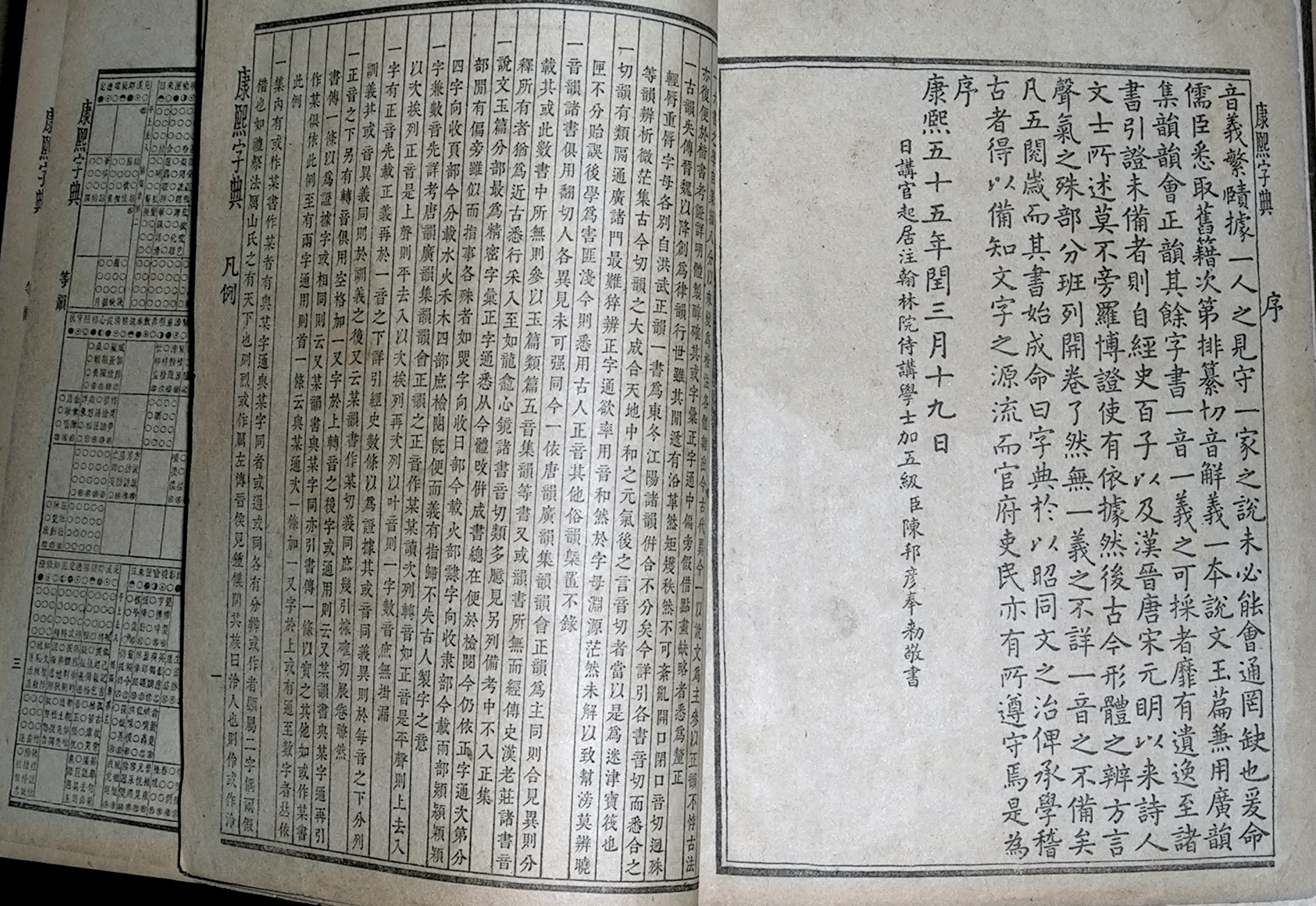
Dictionnaire de caractères de Kangxi.

Le dictionnaire de caractères de Kāngxī (chinois : 康熙字典, pinyin : Kāngxī zìdiǎn, Wade-Giles : K'ang-hsi tzu-tien) est le dictionnaire chinois de caractères (sinogrammes) standard durant le XVIIIe et le XIXe siècle. L'empereur Kāngxī de la dynastie Qing ordonné sa compilation en 1710 et il est publié en 1716. Il est ainsi nommé  en l'honneur de l'empereur Kāngxī.
Les rédacteurs du dictionnaire, incluant Zhang Yushu (張玉書) et Chen Tingjing (陳廷敬) se sont en partie basés sur deux dictionnaires de la dynastie Ming : le Zihui (字彙/字汇, « Collection de caractères », 1615) de Méi Yíngzuò (梅膺祚) et le Zhengzitong (正字通, « Correct Character Mastery », 1627) de Zhang Zilie (張自烈). Comme le décret impérial exigeait la compilation du dictionnaire en 5 ans, la présence d'erreurs était inévitable. L'empereur Daoguang (1782-1850) en avait demandé une révision, le Zidian Kaozheng (字典考證, « Corrections du Dictionnaire », 1831), qui corrigea 2 588 erreurs, la majorité se situant au niveau des citations et des annotations.
Le dictionnaire de Kāngxī comprend 47 035 caractères, ainsi que 1 995 variantes, portant ainsi le total des caractères différents à 49 030. Ils sont classées sous 214 clefs, ou radicaux, puis par nombre de traits. La liste des clefs reprend celle du Zihui. On trouvait auparavant une classification plus complexe de 540 radicaux dans le Shuōwén jiězì (說文解字/说文解字) de Xú Shěn, le véritable introducteur des clés dans la lexicographie chinoise. Cette liste des 214 clés fut donc entérinée par le dictionnaire de Kāngxī et est encore utilisée de nos jours par les dictionnaires modernes, avec parfois quelques modifications (d'autant plus si le dictionnaire recense les caractères simplifiés). La renommée de ce dictionnaire fait qu'on lui attribue souvent ─ à tort ─ l'invention de la liste des 214 radicaux, laquelle est improprement nommée «radicaux de Kāngxī». Le classement des clefs elles-mêmes dans la liste n'est pas faite selon le nombre de traits mais par regroupements analogiques et poétiques.
Chaque entrée d'un caractère dans le dictionnaire donne les variantes (s'il y en a), la prononciation en fǎnqiē traditionnel, la lecture et la prononciation moderne, les différents sens ainsi que diverses annotations provenant de livres chinois ou de lexiques. On y trouve aussi un dictionnaire de rimes, dans lequel les caractères sont classés par type de rime, ton et phonème initial de la syllabe.
Le nombre important de caractères s'explique par la volonté exhaustive des compilateurs, qui ont recensé, outre les caractères réellement utilisés, des hapax, des caractères très rares et des variantes.
Des dictionnaires actuels dépassent maintenant le Kāngxī en nombre de caractères (plus de 85 000 pour le 中華字海, Zhōnghuá zì hǎi). Actuellement, c'est, en Occident, le Dictionnaire Ricci de caractères chinois qui semble être le plus grand dictionnaire en langue européenne (13 500).
On peut trouver le dictionnaire de Kāngxī sous différentes formes, d'anciennes éditions de la dynastie Qing, des réimpressions dans des reliures chinoises traditionnelles, des éditions modernes révisés ou encore dans une version électronique.
Le dictionnaire de Kāngxī fut l'un des dictionnaires chinois utilisés par l'Ideographic Rapporteur Group (Groupe rapporteur idéographique) pour le standard Unicode.

## Structure du dictionnaire Kāngxī
- Préface par l'empereur Kāngxī : p. 1–6 (御製序)
- Notes sur l'utilisation du dictionnaire : p. 7–12 (凡例)
- Indication sur la prononciation des caractères : p. 13–40 (等韻)
- Table des matières synthétique par radicaux : p. 41–49 (總目)
- Conseils de consultation : p. 50–71 (检字)
- Dictionnaire en lui-même : p. 75–1631
  - Texte principal : p. 75–1538
  - Complément : p. 1539–1576 (補遺)
    - Table des matières du complément : p. 1539–1544
    - Texte du complément : p. 1545–1576

  - Annexe : p. 1577–1631 (備考)
    - Table des matières de l'annexe (caractères sans source) : p. 1577–1583
    - Texte de l'annexe : p. 1585–1631
- Post-scriptum : p. 1633–1635　(后记)
- Recherche textuelle : p. 1637–1683 (考证)

## Texte en ligne
- Fac-simile sur la Bibliothèque numérique mondiale, adresse
- Kangxizidian Dictionnaire en ligne